# Devarodes phyleis
Devarodes phyleis är en fjärilsart som beskrevs av Druce 1885. Devarodes phyleis ingår i släktet Devarodes och familjen mätare. Inga underarter finns listade i Catalogue of Life.